# Georg Arnhold
Georg Arnhold (* 1. März 1859 in Dessau; † 25. November 1926 in Innsbruck) war ein deutscher Bankier und Pazifist.

## Leben und Wirken

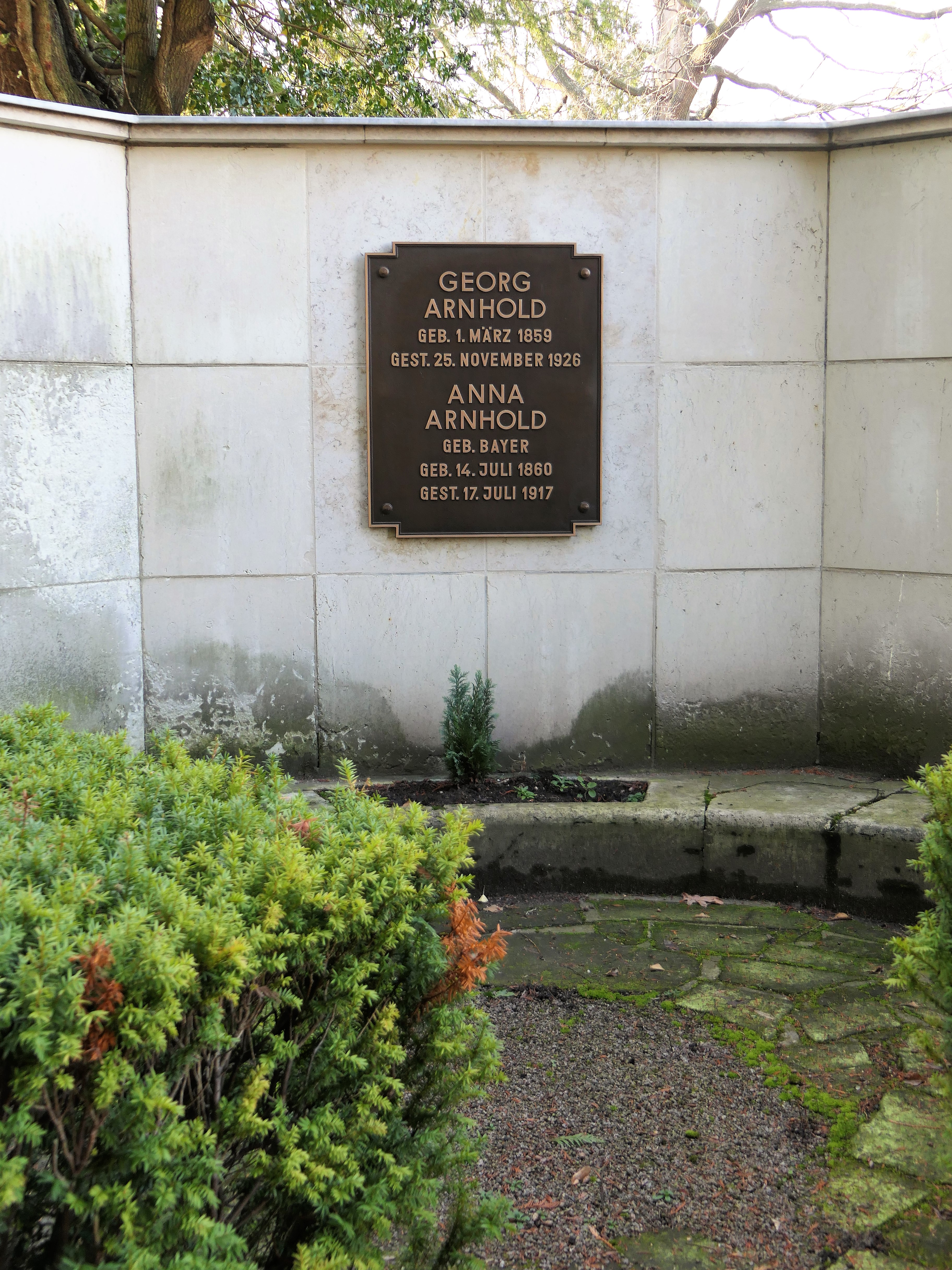
Grab von Georg Arnhold

Georg Arnhold war ein Sohn des jüdischen Arztes Adolph Arnhold (1808–1872) und dessen Ehefrau Mathilde Arnhold geb. Cohn (1826–1905). Eduard Arnhold und Max Arnhold waren seine Brüder.
Nach vorzeitigem Abbruch seiner Gymnasialzeit begann Georg Arnhold 1875 bei seinem Bruder Max die Lehre als Bankkaufmann. 1881 wurde er Mitinhaber des 1864 in Dresden von seinem Bruder Max mitgegründeten Bankhauses, das sich nunmehr Bankhaus Gebrüder Arnhold nannte und bis zu seiner Arisierung und Übernahme durch die Dresdner Bank 1935/1938 eine der führenden deutschen Privatbanken war.
Arnhold war Mitglied zahlreicher Vereine und unterstützte ideell und finanziell z. B. die Friedensbewegung und die Esperanto-Bewegung, u. a. als Mitbegründer des Sächsischen Esperanto-Instituts 1908. 1925 wurde er zum Ehrensenator der Technischen Hochschule Dresden ernannt.
Er war seit 1882 verheiratet mit Anna geb. Bayer (1860–1917). Das Paar hatte sechs Kinder: Ella (1883–1954, verheiratete Lewenz), Adolf (1884–1950), Heinrich (1885–1935), Kurt (1887–1951), Hans (1888–1966) und Ilse (1890–1974, verheiratete Maron). Die Söhne übernahmen gemeinschaftlich das Bankhaus und führten es bis zur Arisierung. Alle emigrierten aus Deutschland.
Georg Arnholds Grab befindet sich auf dem Neuen Israelitischen Friedhof in Dresden.

## Stiftungen

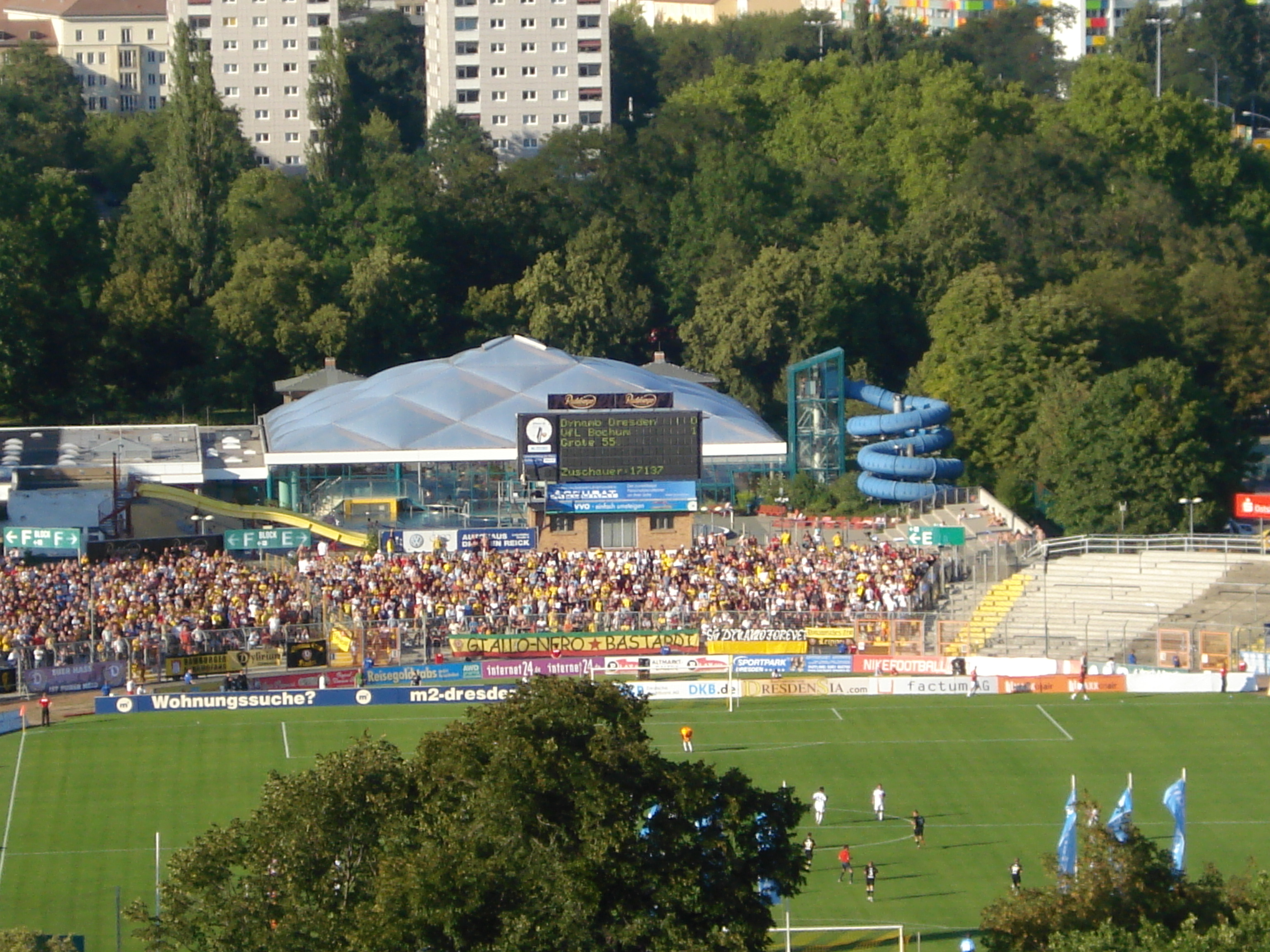
Georg-Arnhold-Bad hinter dem Rudolf-Harbig-Stadion (2007)

Das 1926 eröffnete Georg-Arnhold-Bad in Dresden finanzierte Georg Arnhold zu drei Vierteln. Um den Namen des jüdischen Stifters zu tilgen, wurde die Badeanstalt 1934 in Güntzwiesenbad umbenannt. 1948 erhielt es den ursprünglichen Namen zurück. An der 1994 bis 1997 durchgeführten Modernisierung beteiligten sich Arnholds Enkel finanziell.
Das Museum für Völkerkunde Dresden zeigte von 2006 bis 2008 in einer Sonderausstellung unter dem Titel „Schätze aus Afrika, Indonesien und der Südsee – Die Schenkungen Baessler und Arnhold“ zahlreiche Objekte, die der Anthropologe Otto Schlaginhaufen auf einer von Georg Arnhold finanzierten Studienreise an den Sepik in Neuguinea gesammelt hatte.